# Centre Weatherhead pour les affaires internationales
Le Weatherhead Center for International Affairs ( WCFIA ), anciennement appelé Center for International Affairs ( CFIA ), est un centre de recherche sur les affaires internationales et le plus grand centre de recherche international de la Faculté des arts et des sciences de l'Université Harvard,. On l'appelle parfois le Centre de Harvard pour les affaires internationales.

## Histoire
Le Centre des affaires internationales a été fondé en 1958 par Robert R. Bowie (en) et Henry Kissinger, et a pris son nom actuel en 1998 grâce à une dotation d'Albert et Celia Weatherhead et de la Fondation Weatherhead.
En 1970, une bombe a explosé (Manifestations contre la guerre du Vietnam à l'Université Harvard de 1969 à 1970 (en)) au Musée sémitique, où se trouvait le centre à l'époque, en raison du lien du centre avec Henry Kissinger et de ses activités de recherche,.

### Programme sur les sanctions non violentes
En 1983, le centre a lancé une division de recherche connue sous le nom de Programme sur les sanctions non violentes dans les conflits et la défense (également appelé Programme sur les sanctions non violentes, ou PNS), qui fonctionnait comme une division de recherche dans le cadre et les politiques du centre. Son objectif était de recourir à des sanctions non violentes comme substitut aux interventions violentes. Elle a été fondée par Gene Sharp, qui a également fondé l'institution indépendante à but non lucratif Albert Einstein Institution (AEI) quelques mois plus tard. Le PNS a accordé des subventions ou des bourses aux chercheurs en résidence, et a également organisé des séminaires et des conférences. Au cours des premières années, le programme a exercé des pressions pour obtenir son propre financement, ainsi que pour obtenir un financement de l'AEI; après 1987, des changements de politique ont été apportés pour réduire la confusion et l'AEI est devenue seule responsable de la collecte de fonds pour soutenir le programme de l'ACIA ainsi que ses propres activités.
Quelques années après le mandat de Sharp en tant que directeur, en 1995, PNS a fusionné avec Survie culturelle (en), une organisation à but non lucratif de défense des droits de l'homme à Harvard, créant le Programme sur les sanctions non violentes et la survie culturelle (PONSACS). PONSACS a fonctionné pendant dix ans avant de fermer en 2005 .

## Objectifs
L'objectif du centre est de faire face aux problèmes du monde, tels que diagnostiqués par ses fondateurs dans leur spécification du Programme du Centre pour les affaires internationales (Bowie et Kissinger, 1958):
Les affaires étrangères de notre époque posent des tâches sans précédent… Aujourd’hui, aucune région n’est isolée ; aucune ne peut être ignorée ; les actions et les événements, même dans des endroits reculés, peuvent avoir un impact mondial immédiat… de vastes forces remodèlent le monde à une vitesse vertigineuse. Sous l’impact des guerres, du nationalisme, de la technologie et du communisme, l’ordre ancien a été brisé. Les empires se sont effondrés ; les nations autrefois dominantes sont obligées de s’adapter à une influence réduite. De nouvelles nations ont émergé et luttent pour survivre… Nulle part les attitudes traditionnelles ne correspondent aux nouvelles réalités… Ainsi, les notions de souveraineté et d’indépendance doivent être révisées pour s’appliquer à un monde où le niveau de vie ou de survie d’une nation peut dépendre autant des actions des autres pays que des siennes…

## Description
Le centre est situé au sein du Centre d'études gouvernementales et internationales de l'Université Harvard Chaque année, il accueille environ quinze boursiers, dont au moins trois proviennent des trois principales branches des forces armées des États-Unis
Depuis 2021, le centre est dirigé par Melani Cammett (en). Parmi les anciens directeurs figurent Robert R. Bowie (en) (1957-1972), Raymond Vernon (1973-1978), Samuel P. Huntington (1978-1989), Joseph Nye (1989-1992), Robert D. Putnam (1993-1996), Jorge I. Domínguez (en) (1996-2006), Beth A. Simmons (2006-2013) et Michèle Lamont (2015-2021). Simmons a été la première femme directrice du centre

## Chercheurs actuels et anciens
- Graham T. Allison[13]
- Robert R. Bowie (en)
- Zbigniew Brzezinski[14]
- Richard N. Cooper (en)
- Robin Fontes (en)[15]
- David Galula (1919–1967) who specialized in the theory and practice of counterinsurgency warfare
- Samuel P. Huntington[16]
- Abraham Katz (en)(1926–2013), diplomate, United States Ambassador to the OECD
- Henry Kissinger
- Joseph Nye
- Robert D. Putnam
- Dani Rodrik
- Kenneth Rogoff
- Thomas Schelling[17]
- Amartya Sen
- Gene Sharp
- Sumal Sinha[18]
- Pasi Patokallio (en)[19]

## Lectures complémentaires
- Wiarda, Howard J. (2010). Harvard et le Weatherhead Center for International Affairs (WCFIA) : Centre de recherche sur la politique étrangère et incubateur de conseillers présidentiels . Éditeurs Rowman & Littlefield. (ISBN 978-0-7391-3585-3).